# Rudolf Grabow
 Rudolf Grabow  (* 17. September 1927 in Berlin; † Februar 2006) war ein deutscher Schauspieler.

## Leben
Über das Leben von Rudolf Grabow ist nur wenig bekannt. Grabow arbeitete in den 1950er-Jahren in der DDR, ab den 1960er-Jahren dann in der Bundesrepublik Deutschland. Als Schauspieler war er für Film, Fernsehen und Bühne tätig. Darüber hinaus wirkte er als Sprecher in Hörspielen mit und trat mit Lesungen auf.
Bekannt wurde Grabow zunächst durch Rollen in DEFA-Spielfilmproduktionen: Er spielte die Figur des Hilaris in Hans-Waldemar Bublitz’ und Werner Schönes Lumpaci Vagabundus (1953), den Lykon in Max Friedmanns Lysistrata (1955) und vor allem den August Peters in Carl Balhaus’ Luise Otto-Peters-Film Nur eine Frau (1958). Im Fernsehen der DDR war er beispielsweise als Herr von Gemsdorf in der Folge Der Fall Harry Domela (1959) der langlebigen DDR-Krimi-Serie Fernsehpitaval (1958–1978; Originaltitel Weimarer Pitaval) zu sehen.
Für das Fernsehen der BRD arbeitete Rudolf Grabow erstmals 1966 in Helmut Gengs und Giselher Schweitzers Film Weihe des Hauses als Dr. Ellers mit. In den 1970er-Jahren folgten gelegentliche Auftritte in Folgen verschiedener Fernsehserien, so als Verteidiger in der Folge Ossi, der Dieb (1974) aus der Serie Unter Ausschluß der Öffentlichkeit, als Prof. Villar in der Folge Noch einmal Adam und Eva (1978) aus der Science-Fiction-Serie Geschichten aus der Zukunft und als Herr Schäfer in der Folge Arn Hermann (1978) aus der Serie Gesucht wird …. Einen Höhepunkt stellte dann 1990 die Verkörperung der Figur Anselme in Gerhard Klingenbergs TV-Film Der Geizige nach Moliere dar.
In Theatern der BRD war Grabow u. a. in Kiel, in West-Berlin und vor allem in Göttingen zu sehen. In der Spielzeit 1964/65 wirkte er an den Bühnen der Landeshauptstadt Kiel in einer Inszenierung des Egmont mit; ebenda war er in der darauf folgenden Spielzeit an Carl Maria von Webers Der Freischütz beteiligt. Knapp 20 Jahre später tritt er am Theater am Kurfürstendamm in Abe Burrows’ bzw. Pierre Barillets und Jean-Pierre Gredys (Bearbeiter) Die Kaktusblüte (1992/93) auf. Dazwischen liegen zahlreiche Auftritte am Deutschen Theater Göttingen: In der Spielzeit 1977/78 tritt der in Sartres Die schmutzigen Hände und in Buckel von Slawomir Mrozek auf, ein Jahr danach in Georg Kaisers Kolportage. In den 1980er-Jahren dann folgen Beteiligungen an Slawomir Mrozeks Der Schneider (1980/81) und an Georg Büchners Woyzeck (1984/85).
Für Grabows Tätigkeit als Hörspiel-Sprecher sind die Hörspiel-Produktionen Alexanderschlacht von Heinz von Cramer (Regie) nach Wolfgang Weyrauch aus dem Jahre 1965, Schallmauer von Ulrich Gerhardt (Regie) nach Reinhard Hummel aus dem Jahre 1969 und Der Dra-Dra. Die große Drachentöterschau in acht Akten mit Musik von Dieter Munck (Regie) nach Wolf Biermann aus dem Jahre 1971 zu nennen.